# Oberea sumbawensis
Oberea sumbawensis là một loài bọ cánh cứng trong họ Cerambycidae.